# Földeák
Földeák är en ort i Ungern.   Den ligger i provinsen Csongrád-Csanád, i den centrala delen av landet, 170 km sydost om huvudstaden Budapest. Földeák ligger 81 meter över havet och antalet invånare är 3 255.